# Спикер V.3
Спикер V.3 (хол. Spyker V.3) је холандски ловац-извиђач који је производила фирма Спикер (хол. Spyker). Први лет авиона је извршен 1918. године. 

Највећа брзина авиона при хоризонталном лету је износила 180 km/h.
Распон крила авиона је био 8,19 метара, а дужина трупа 6,30 метара. У наоружању су била два митраљеза калибра 7,92 милиметара.

## Наоружање
| Наоружање авиона: Спикер       |      |
| Ватрено (стрељачко) наоружање  |      |
| Топ                            |      |
| Митраљез                       |      |
| Број и ознака митраљеза        | 2    |
| Калибар                        | 7,92 |
| Бомбардерско наоружање (бомбе) |      |
| Ракетно наоружање (ракете)     |      |